# ヒョンデ・コナ
コナ（KONA、코나）は、韓国のヒョンデ自動車が製造・販売する小型クロスオーバーSUV。ガソリン仕様とハイブリッド仕様もあるが、日本ではEV仕様のみが販売されている。

## 概要
世界的に人気の高い小型SUV市場に打って出るべく、ツーソンの下を受け持つ車種として、ix25（クレタ）とは別に、新規開発された。
韓国国内における国産のライバルはサンヨン・チボリ、ルノーサムスン・QM3（＝ルノー・キャプチャー）、シボレー・トラックス、世界的なライバルは日産・ジューク、日産・キックス、ホンダ・HR-V（日本名；ヴェゼル）、プジョー・2008、フィアット・500X、ジープ・レネゲード、トヨタ・C-HR、マツダ・CX-3、ラクスジェン・U5、アウディ・Q2などである。
中国市場では、商標権の関係で「エンシノ」（ENCINO）を名乗り、ポルトガルではポルトガル語で女性器を意味する俗語（Cona）に発音が似ているため、カウアイ（KAUAI）と名乗る。

## 初代（2017年 - 2023年）OS型
2017年6月14日、韓国国内にて実車が披露され、同月下旬に発売開始とアナウンスされ、同月27日に発表、同日より販売を開始した。
海外向けには数種類のガソリンエンジンとディーゼルエンジン、複数のトランスミッションが仕向け先に応じて用意されるが、韓国では1.6L・直列4気筒ディーゼルと1.6L・直列4気筒GDi・直噴ガソリンターボの2種が用意され、いずれにも7速DCTが組み合わされる。ガソリン車にのみ、FFに加え、4WDも設定される。
キア・ストニックとは兄弟関係にあるが、ディメンションは多少異なり、全長とホイールベースは短く、全幅が広い。また、ホイールハブも走破性強化の目的でストニックの4穴から5穴に差し替えられている。
プラットフォームは起亜と共同で新規開発したGBプラットフォームを採用。コナとストニックのほか、追って登場するYB型キア・リオ（韓国名：プライド）にも使用される。
2019年1月、デトロイトモーターショーにおいて、北米カー・オブ・ザ・イヤー2019の「SUVカー・オブ・ザ・イヤー」を受賞。尚、ジェネシス・G70が「北米カー・オブ・ザ・イヤー2019」を受賞したため、ヒュンダイグループにとっては2冠となる。

### コナN

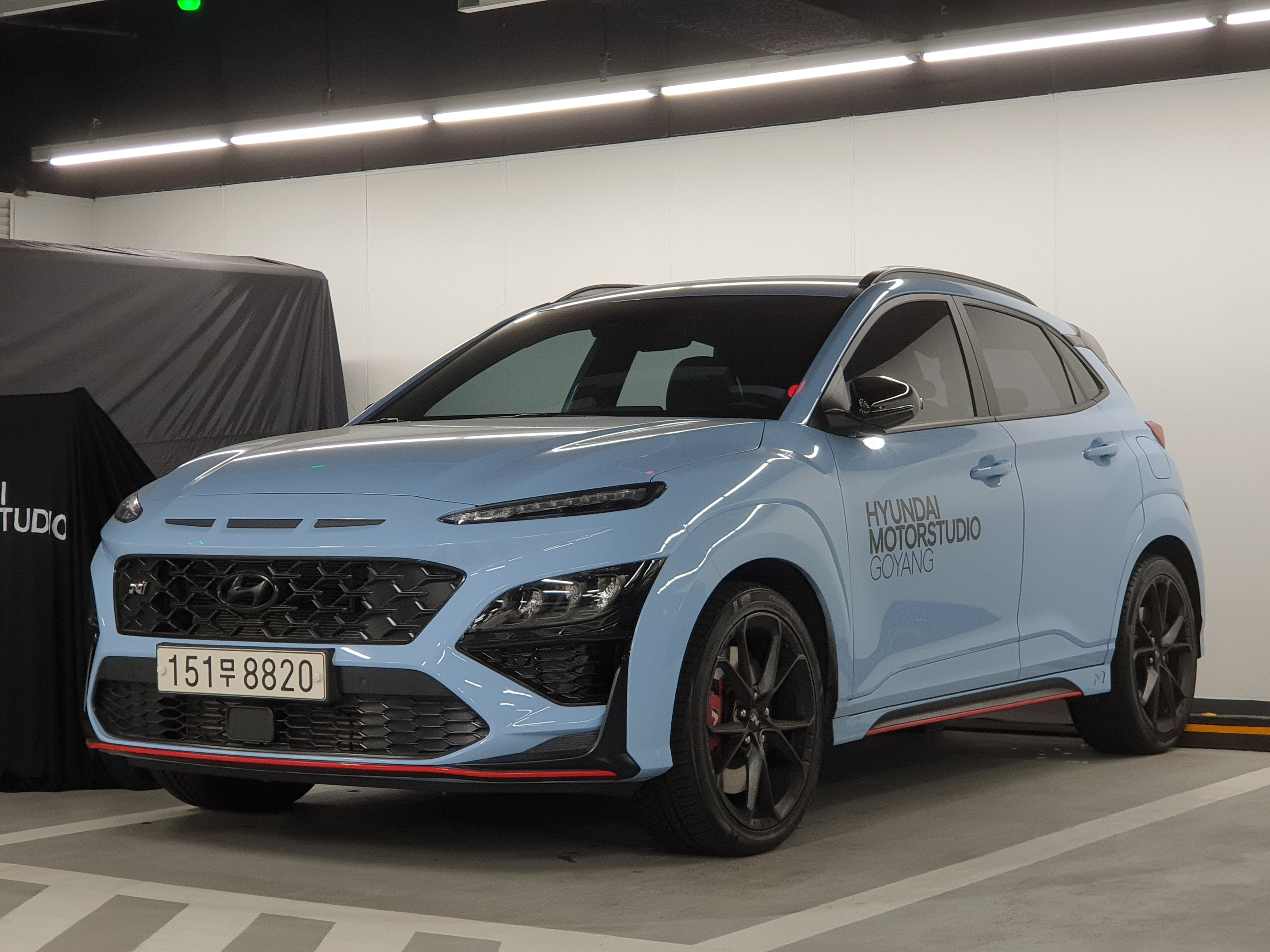
コナ Nフロント

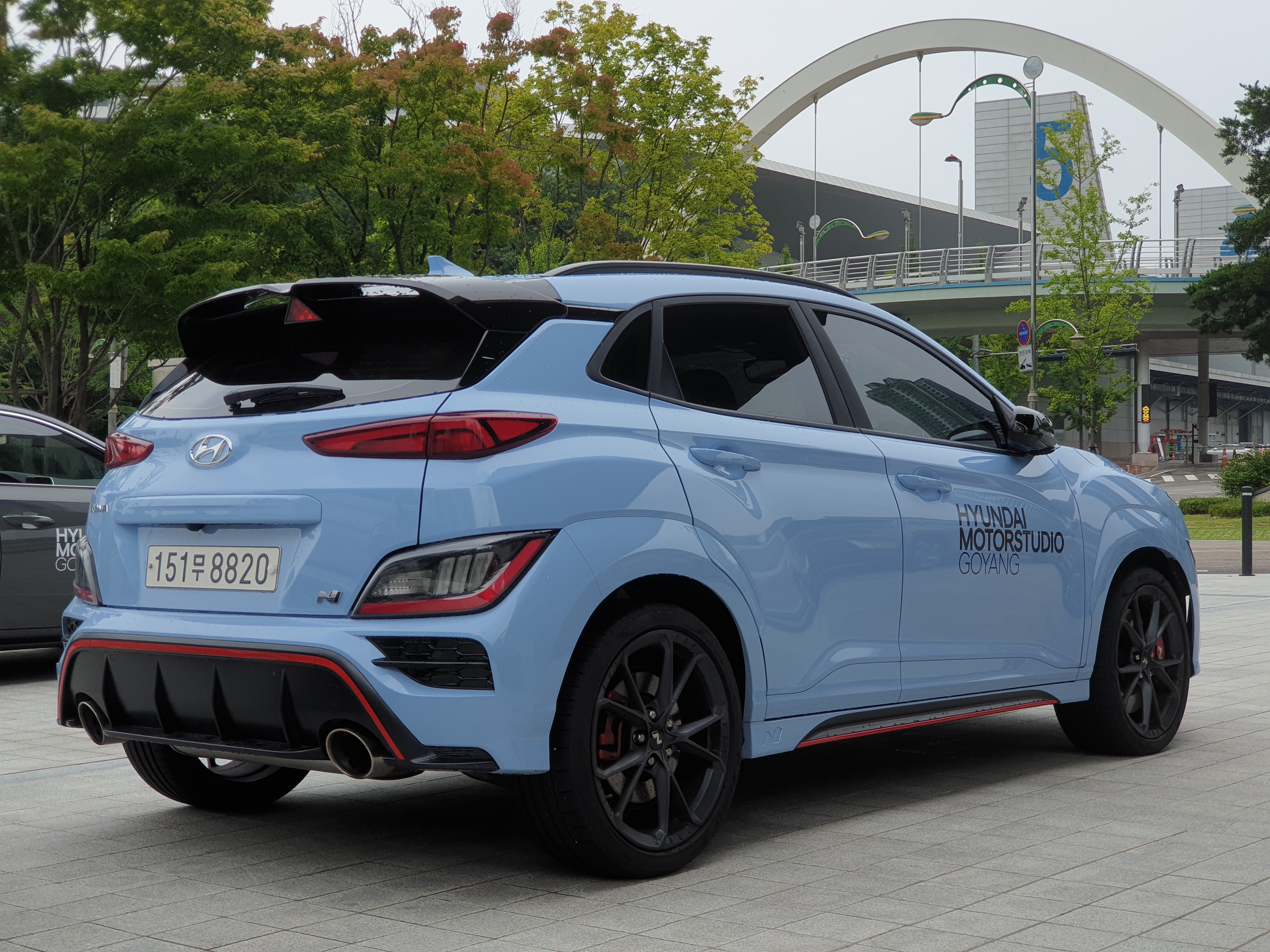
コナ Nリア

2021年4月27日のN Day 2021にて発表された、コナのスポーツモデル。Nブランド初の高性能SUVである。
通常のコナと異なり、ヴェロスターNに搭載されたシータ2.0L GDiターボを採用。但し、味付けはかなり異なっており約5,500rpmから最高出力を維持するフラットパワータイプとなっている。搭載されるミッションは8速DCT、最高出力は280PS、最大トルクは392Nmで、Nグリンブーストモード時には最高出力が一時的に290PSとなる。
内外装ともに専用のものに交換され、専用色としてパフォーマンスブルーが選択できるようになっていた。
他のN車両の例に漏れず、サーキット走行も保証対象だがコナNの場合は悪路走行も保証対象だった。(但し無改造に限る。)

### コナ・エレクトリックの大規模リコール
2018年5月以降、韓国内ではコナ・エレクトリックの火災が確認されるようになり、2020年10月にかけ12件報告された。韓国国土交通部は、LG化学製のバッテリーセルの製造不良が原因であると発表。2020年10月16日にリコールの届出を行った。対象は2017年9月から2020年3月に生産した車両で、韓国販売分が2万5564台、北アメリカ、欧州、中国市場などの海外販売分約5万1000台。

## 2代目 (2023年 - ) SX2型
2022年12月20日、2023年に2代目を発売すると発表。エクステリアデザインを公開した。
K3プラットフォームを採用する。左右をつないだフロントライトバー、クラムシェル型ボンネットを採用。初代より全長が150mm、全幅が25mm拡大。また、ホイールベースは60mm拡大されている。
ガソリン仕様にBEV仕様が追加された先代とは異なり、はじめからBEV仕様を発売するための設計を行った。

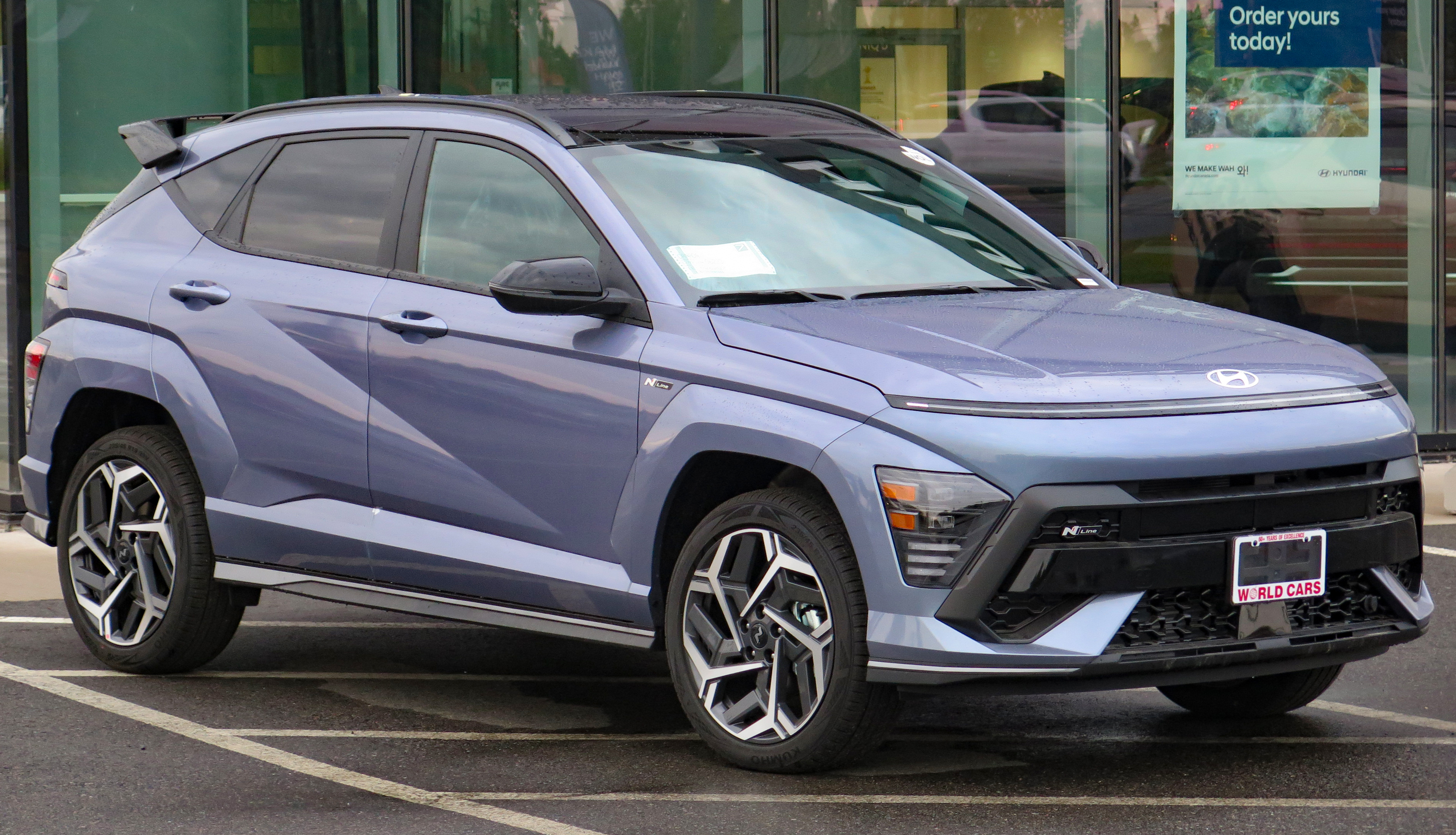
N-Line

また、モデルチェンジのため先代のスポーツモデルであったNは廃止となり、N-Lineが代わりを務める。N-Lineは内外装ともに通常のコナと異なり、サスペンションの味付けをよりスポーツ寄りにしている。

## 日本市場での展開

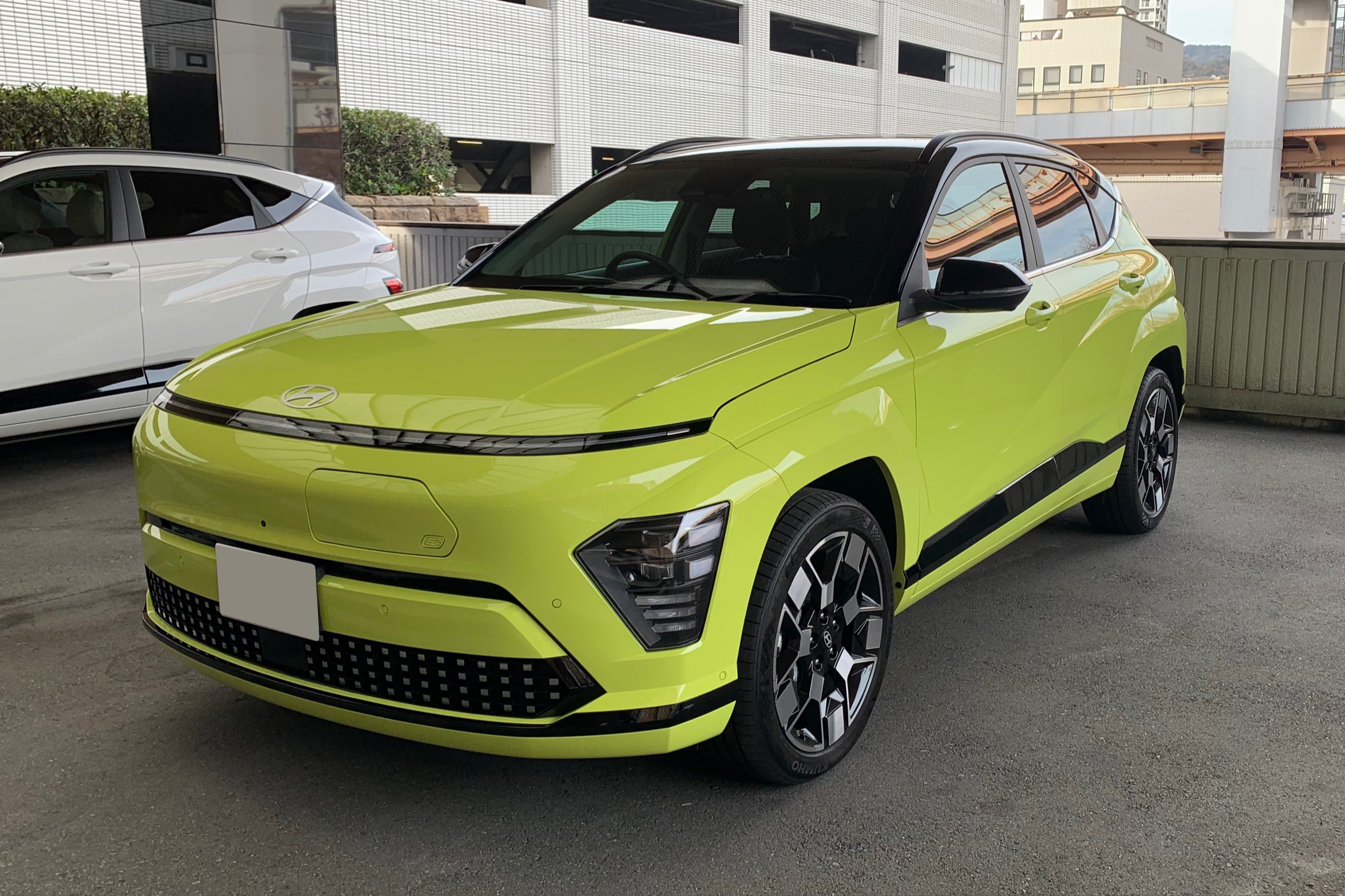
コナ 日本仕様フロント

日本には2代目のBEV仕様(エレクトリック)が導入された。
2023年9月27日に、ジャパンプレミアに先駆け先行予約販売を開始。
同日、日本向けのCMをYouTube上で公開。アーティストのyamaとキタニタツヤのコラボレーションが行われ、テーマ曲として「憧れのままに」を発表。
同年10月30日にジャパンプレミアで日本仕様のコナエレクトリック改めコナが発表され、11月1日正午より発売開始。同日よりCMもテレビをはじめ各種媒体で放送開始。
他国の右ハンドル仕様と日本仕様では、ドライブモードの味付けが異なっており、日本特有の地形や交通状況に合わせた味付けが行われている。
また、給電口は日本仕様のみスライドタイプに変更されている。日本の充電規格「J1772」と「CHAdeMO」を採用するため、グローバルモデルに比べドアが長く、片開き式では、開閉時のドアの突出が大きいためである。
グレードは「Casual」「Voyage」「Lounge」の3グレードで、Loungeのみツートーンカラーが選べる。また、藍染から着想を経た日本仕様限定の「デニムブルーマット」の追加も発表された。
バッテリ容量は「Casual」が48.6kWh、「Voyage」と「Lounge」が64.8kWh。航続距離は「Casual」は456km、「Lounge」は541km、「Voyage」は625kmとなっている。
ジャパンプレミアでは、「東京から富士山五合目までを往復できる。航続距離で敬遠したり、心配する必要はもう無い。」と航続距離については強調された。
価格は「Casual」が399万3000円〜で、これは日本で販売されているSUVタイプの電気自動車としては、発売当時の最安値である。補助金を適用すると、200万円台で購入できる自治体もある。
2024年8月23日、スポーティグレード「N Line」の追加を発表し、同日より発売した。
2024年10月25日、Voyageをベースにオフロードテイストの外観および特別装備を施した特別仕様車「Mauna Loa」を30台限定で発売。

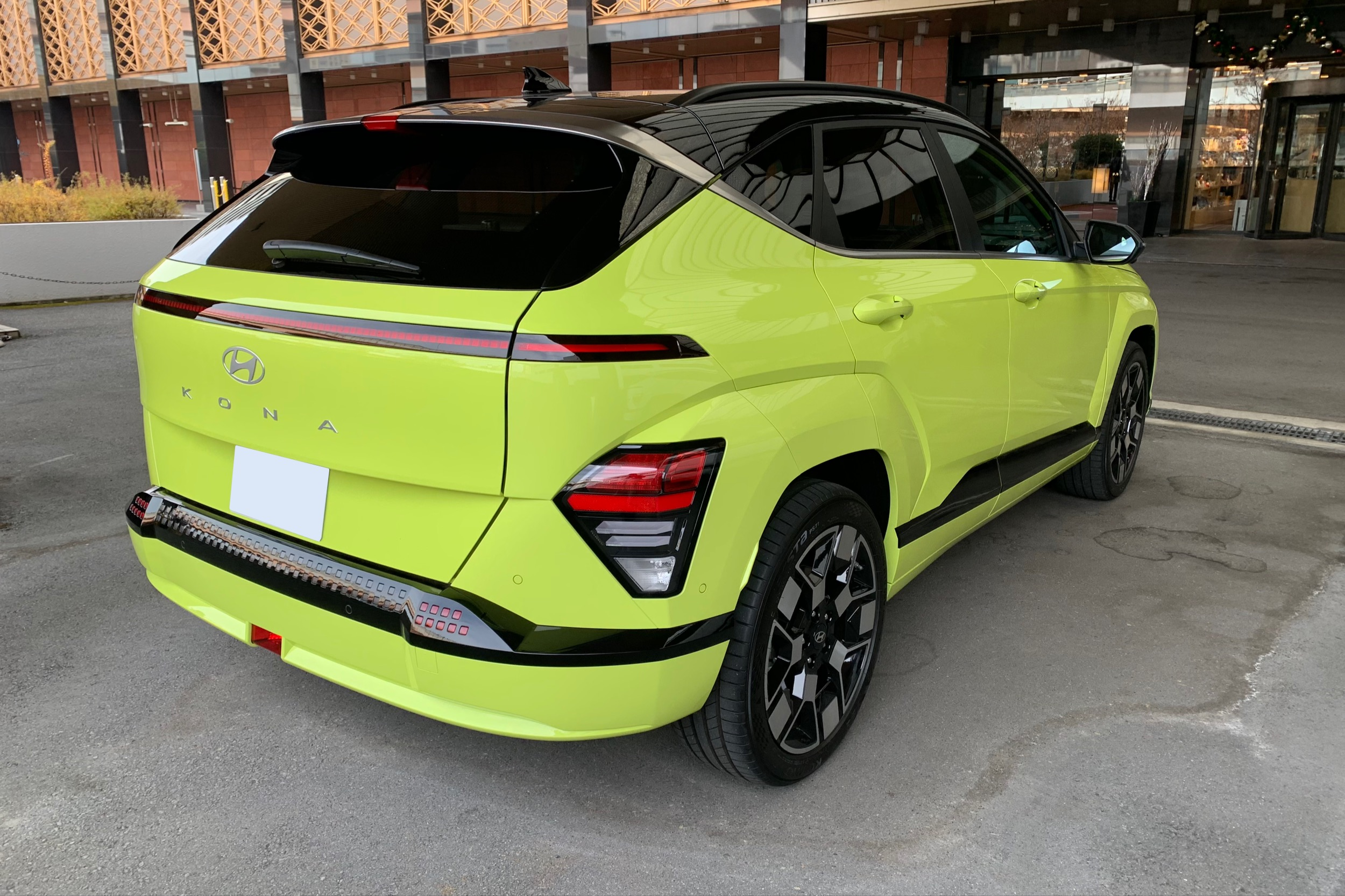
日本仕様リア

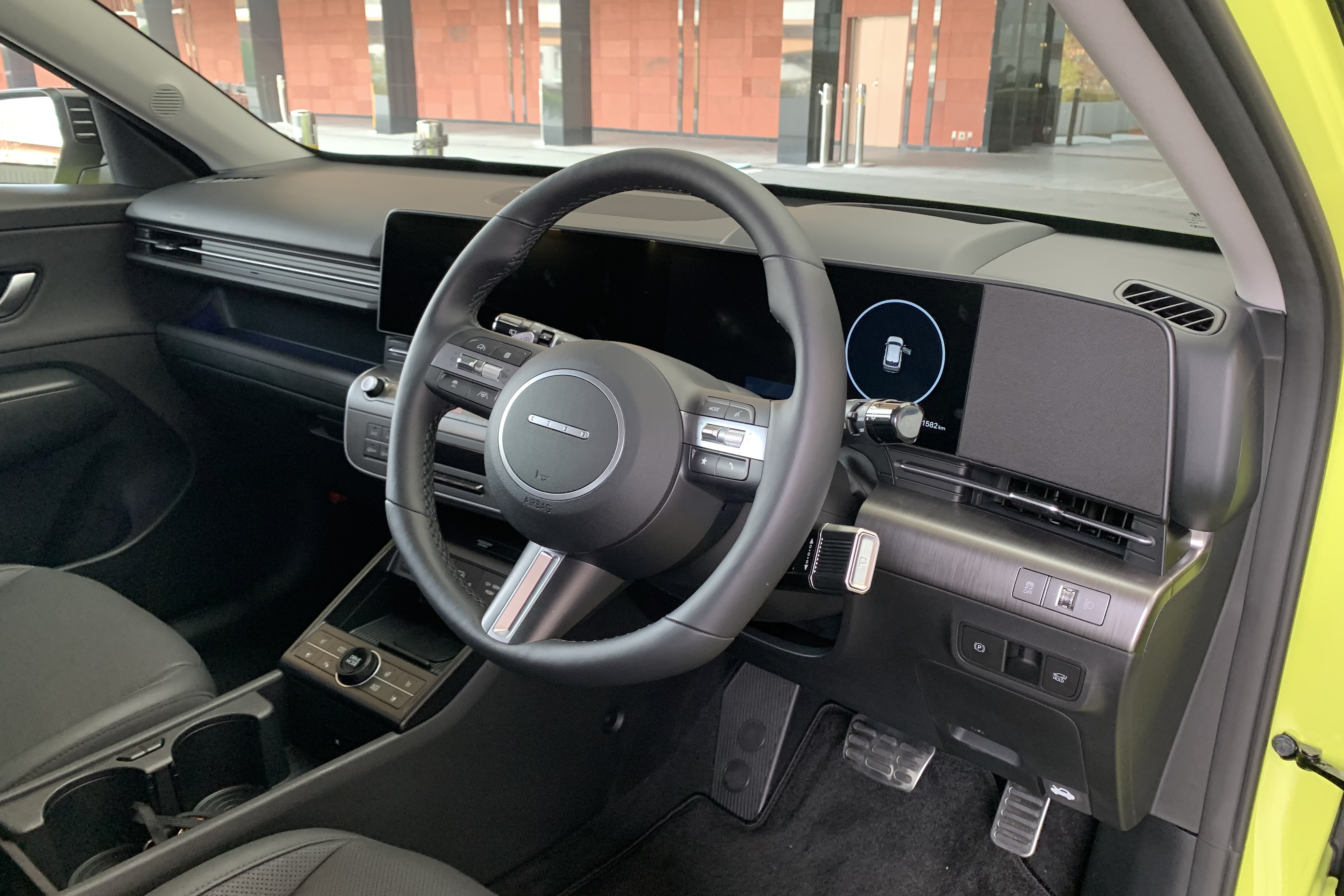
日本仕様 内装

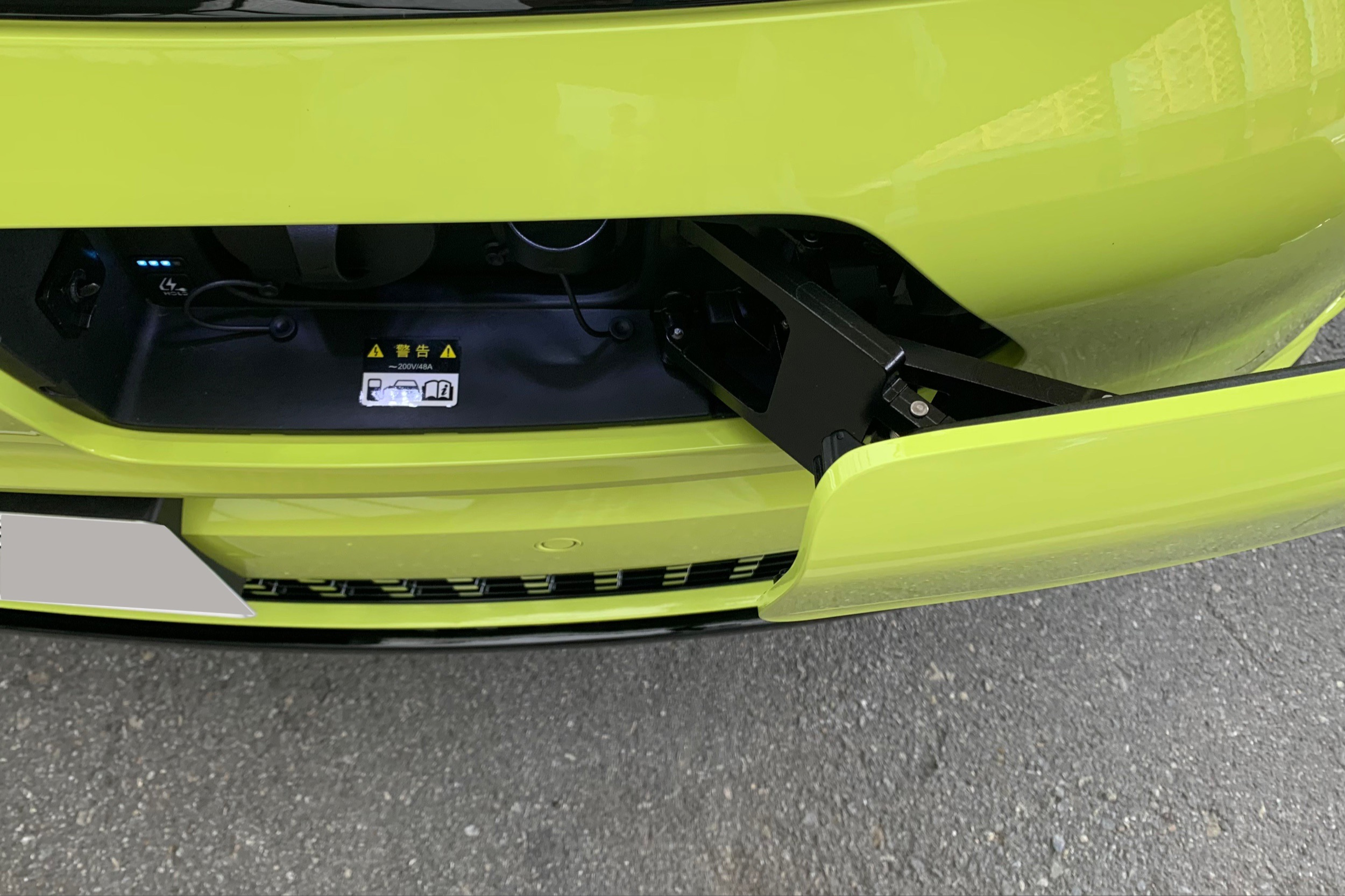
日本仕様 充電口

## 販売台数
| 暦年 | 欧州    | 米国   | 豪州   |
| ---- | ------- | ------ | ------ |
| 2017 | 6,884   |        |        |
| 2018 | 65,469  | 47,090 |        |
| 2019 | 105,030 | 73,326 | 13,342 |

## 車名の由来
ヒョンデのクロスオーバーSUVの例にもれず、旅や旅行等で有名な地名を使用しており、コナの場合はどれもアメリカ合衆国の地名が由来。
- Kona：ハワイ島西部の地名→コナ (ハワイ島)
- Encino：カリフォルニア州ロサンゼルス市の地区→エンシノ (ロサンゼルス)
- Kauai：ハワイ諸島の島のひとつ→カウアイ島